# Ривица (река)
Ривица — река в России, протекает по Максатихинскому району Тверской области. Устье реки находится в 290 км от устья Мологи по левому берегу. Длина реки составляет 49 км, площадь водосборного бассейна — 322 км².
На реке находится посёлок Ривицкий.

## Данные водного реестра
По данным государственного водного реестра России относится к Верхневолжскому бассейновому округу, водохозяйственный участок реки — Молога от истока и до устья, речной подбассейн реки — Реки бассейна Рыбинского водохранилища. Речной бассейн реки — (Верхняя) Волга до Куйбышевского водохранилища (без бассейна Оки).
Код объекта в государственном водном реестре — 08010200112110000005798.